# Schisandra glabra
Schisandra glabra — рід квіткових рослин. 
Вперше його описав Брікель, а точну назву дав Альфред Редер. Лимонник голий належить до роду лимонника та сімейства лимонникових.

## Опис
Дерев'яниста лоза, що обвиває дерева до 20 метрів і більше, а також утворює низькі зарості на землі; молоді гілочки блідо-коричневі і гладкі; Кора на старих лозах сіро-коричнева, лущиться, горбиста. Листя 2 — 13 см завдовжки і 1 — 8 см шириною, овальні з звуженими підставами листя, загостреними кінчиками і широко розставленими зубцями по краях; пряно пахне при подрібненні. Черешки листя довжиною 1 — 7 см. Жіночі та чоловічі квітки знаходяться на одній рослині, тримаються на ніжних, пониклих стеблах довжиною2,5 — 5 см, І жіночі, і чоловічі квітки мають по 9 — 12 округлих, червоних і зелених листочків (пелюстки + чашолистки). Жіночі квітки мають 6 — 12 червонуватих маточок, чоловічі - 5 тичинок, вбудованих в невеликий сплющений диск. Плоди округлі або овальні, червоні ягоди, шириною до 0,3 дюйма (4 — 8 мм) і довжиною 0,6 дюйма (0,5 — 1,5 см), бовтаються в невеликих пухких пучках.

## Поширення
Вологі, листяні ліси, часто з буком, зазвичай на більш низьких схилах, струмкових терасах і заплавах Джорджії(США).